# ديفيد باتشيلور
ديفيد باتشيلور (بالإنجليزية: David Batchelor)‏ هو كاتب وفنان بريطاني، ولد في 17 يوليو 1955 في دندي في المملكة المتحدة.